# Sonata para piano n.º 4 (Schubert)

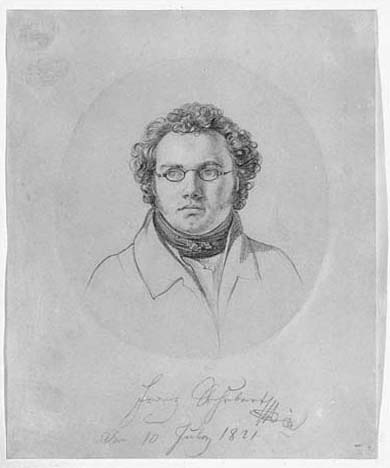
Kupelwieser - Schubert 1821

La Sonata para piano n.º 4 en la menor, D 537 es una obra para piano compuesta por Franz Schubert en marzo de 1817, cuando tenía 20 años.

## Movimientos
I. Allegro ma no troppo Está planteado en la menor. La exposición modula a la tonalidad de la submediante, fa mayor, en lugar de la habitual tonalidad mediante, do mayor. La recapitulación comienza en la tonalidad de la subdominante, re menor, y la mayor parte del segundo tema de la recapitulación está en la mayor antes de que con una pequeña coda la devuelva al modo de la menor al final del movimiento.
II. Allegretto quasi andantino En mi mayor. Es un rondó de cinco partes (ABACA), con un esquema tonal poco convencional: A (mi mayor) → B (do mayor) → A (fa mayor) → C (re menor) → A (mi mayor)
Schubert plantea también breves transiciones a los finales de cada episodio, que entre la sección B y la sección A central presenta una pequeña parte del material de la sección B en fa mayor (la tonalidad de la sección A central). Posteriormente, entre la sección C y la sección A final modula del re menor de la sección C, subiendo un tono hasta el mi menor. A continuación, pasa por la tonalidad de la dominante durante varios compases antes de volver a la tonalidad de la tónica en la sección A final. El movimiento termina con una coda corta que es completamente diatónica.
III. Allegro vivace En la menor. Sigue el esquema de una forma sonata sin desarrollo (la exposición modula a mi mayor, y la recapitulación comienza en mi menor y cambia a la mayor). El movimiento termina en la tonalidad paralela mayor.
La obra dura unos 20 minutos. Daniel Coren ha comentado la naturaleza de la recapitulación en el último movimiento de esta sonata. Harald Krebs destaca que Schubert volvió a utilizar el tema del inicio del segundo movimiento de esta sonata (D. 537) en el inicio del final de la Sonata para piano n.º 20 en la mayor, D 959.

## Presencia cultural
Esta sonata de piano se usa en la adaptación de película de E.M. Forster de 1985, Una habitación con vistas, cuando la protagonista Lucy Honeychurch la interpreta en el piano.